# Francesco Bartolini
Francesco Bartolini (Pistoia, 1831 – Pistoia, 1914) è stato un architetto e ingegnere italiano.

## Biografia
Architetto pistoiese, ebbe larga fama sia per la propria attività professionale, sia per le relazioni di carattere culturale e politico. Si diplomò all'Accademia di belle arti di Firenze e nel 1867 divenne insegnante di disegno d'ornato e geometria alle scuole tecniche; pubblicò un libro sul corso di disegno d'ornato. Ottenne vari riconoscimenti per la partecipazione a esposizioni internazionali, nazionali e regionali, e medaglie dal Ministero della pubblica istruzione.
Fra le sue opere di architetto vanno ricordati i progetti per la riduzione della villa Banchieri a Castelmartini in Valdinievole, il restauro del battistero e del campanile del duomo di Pistoia; collaborò poi al progetto della ferrovia dell'Appennino e alla riduzione dell'orfanotrofio Puccini di Pistoia, diresse i lavori dell'Asilo Puccini nel parco di Scornio su disegno dell'ingegnere pistoiese Angelo Gamberai, seguì il progetto e i lavori della facciata del palazzo vescovile di Pistoia, il progetto per la nuova sede della Cassa di risparmio di Pistoia, del palazzo comunale e della facciata della stazione ferroviaria.
Nel 1860 aveva sposato la poetessa irlandese Louisa Grace, nota nell'ambiente risorgimentale e letterario dell'epoca, alla cui morte, nel 1865, ne raccolse i manoscritti e, insieme alla sua biblioteca, ne fece dono alla Marucelliana di Firenze. Nel 1870 uscì a stampa, per sua cura, la raccolta delle poesie della moglie.

## Archivio
Presso l'Archivio di Stato di Pistoia è custodito il fondo Bartolini, una parte del quale si trova nella Biblioteca Forteguerriana.